# Międzynarodowa Unia Speleologiczna
Międzynarodowa Unia Speleologiczna (fr. Union Internationale de Spéléologie) – organizacja pozarządowa non-profit promująca współpracę między speleologami różnych narodowości w celu rozwijania i koordynowania międzynarodowej speleologii we wszystkich jej aspektach naukowych, technicznych, kulturowych i ekonomicznych.

## Historia i struktura
Decyzję o przygotowaniu pierwszego międzynarodowego kongresu podjęto na spotkaniu, które miało miejsce w sierpniu 1949 roku w Valence-sur-Rhône we Francji. Pierwszy międzynarodowy kongres speleologiczny odbył się w 1953 roku w Paryżu. Oficjalnie unię utworzono w 1965 roku w słoweńskim mieście Postojna. Polska jest członkiem unii od 1973 roku. W strukturze unii istnieje szereg komisji koordynujących, m.in.: ochronę jaskiń, ich badanie, udostępnianie turystom, szkolenia dla speleologów.